# Goodreads

Goodreads logotyp.

Goodreads är en webbplatscommunity och en databas med information om litteratur och annat inom bokväsenet. Webbplatsen bildades i december 2006 och lanserades i januari 2007 av Otis och Elizabeth Chandler. Den 23 juli 2013 hade webbplatsen över 20 miljoner medlemmar.
Den 28 mars 2013 köptes Goodreads upp av Amazon.com för en okänd summa pengar.